# 桃井直信
桃井 直信（もものい ただのぶ、生没年不詳）は、南北朝時代の武将、守護大名。越中国守護。
子に桃井詮信、温井景信。官位は、兵庫頭、修理大夫、刑部大輔。

## 生涯
桃井貞頼の子として生まれる。直常の弟、直弘の兄。
延元3年/暦応元年（1338年）に越前国金ヶ崎城と敦賀の南朝軍と戦ったことが初見で、以後は兄と行動を共にした。観応の擾乱では足利直義に付き従い、正平5年/観応元年（1350年）11月に能登国の足利尊氏派と交戦している。
直義没後は南朝に降り、直義の養子・直冬に与したが、正平22年/貞治6年（1367年）の斯波高経・義将父子の失脚（貞治の変）に伴い、兄と共に室町幕府に帰順した。
正平22年/貞治6年（1367年）2月から同年11月まで、越中国守護として活動した記録がある。
同年7月13日、斯波高経が病死し、その直後、斯波義将が上洛して将軍から正式に赦免された。正平23年/応安元年（1368年）2月、幕府に復帰していた兄・直常が越中国に逃げ落ちて、再び幕府に反抗を始めた。この時期に、義将は再び越中国守護に還補され、桃井討伐を命じられた。
佐藤進一によれば、このとき、直信が、兄・直常の離反に加わった確証はないが、直常が反幕府の拠点とした越中国は、弟である直信の守護勢力であることから、直信がこの事件により罷免されたであろうことを推察することは可能であるとしている。
「祇園執行日記」によれば、文中元年/応安5年（1372年）になると六角室町に宿所を構え在京していることが分かるので、兄と別行動を取っていたことが分かる。没年は不明。

## 子・子孫
子・詮信（あきのぶ）は尊氏の子・足利義詮から偏諱（「詮」の字）を与えられた。将軍直臣として義詮と義満の二代に仕えた。
子孫は室町幕府奉公衆のうち二番衆の番頭となっている。
直信の嫡男・景信は、（藤姓）温井景直に迎えられ、桃井氏から温井氏へと姓を改めた。

## 諱について
名の読みについては「なおのぶ」とされることもあるが、兄・直常が「ただつね」と読まれていたことが史料で確認でき、「直」の字が足利直義（ただよし）の偏諱を受けたものであるとの見解も出されている（阪田、1994年、p.1）。『国史大辞典』でも森茂暁が同様の見解を示した上で、直信を「ただのぶ」と読ませている（同書P.855「桃井直信」の項）。直信については初名が伝わっていないので、足利直義を烏帽子親として元服し、その一字を与えられた可能性がある。